# 古代太空人

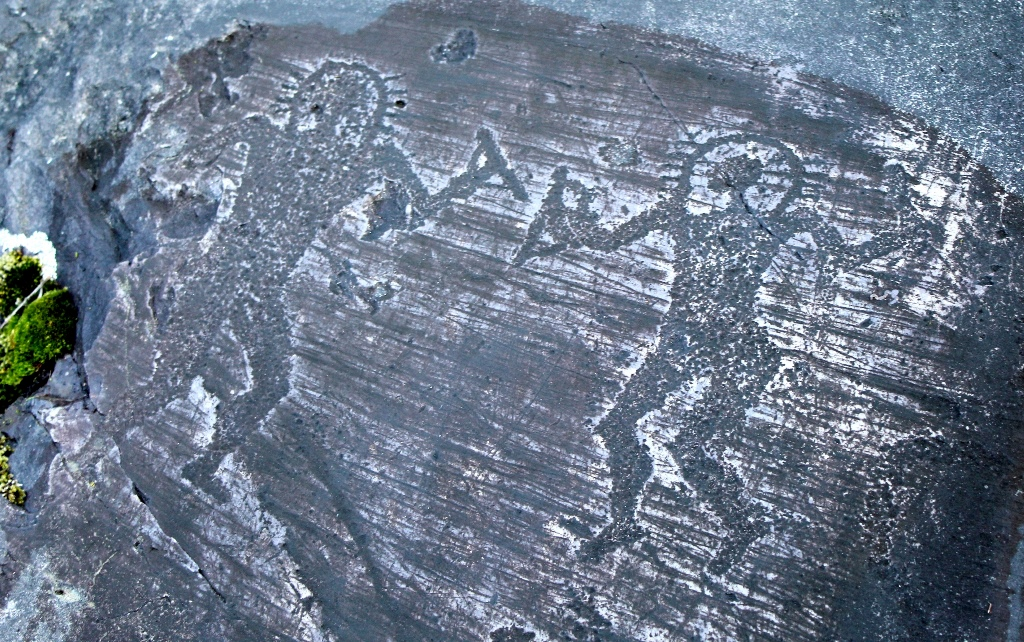
公元前10,000年的古代圖像

古代太空人（Ancient astronauts）或古代外星人（ancient aliens）是指在古時候，外星太空人曾經來到地球的假說。這些假說將古今中外的奇異記載歸咎於外星人，或是將古印度人、古馬雅人、古埃及人建立的發達古文明歸咎於受到外星生物科技的影響。有些說法甚至認為是外星人創造了人類並教導人類建立文明。不過這些說法都沒有充足的證據。

## 歷史
古代外星人的概念最早出现在19世纪末的科幻小说中，如美国作家Garrett P. Serviss于1898年出版的《爱迪生征服火星》，以及H·P·洛夫克拉夫特的一些作品。然而，将外星人曾在古代造访地球當成一种严肃主张來論證，而非虛構小說，始于1954年，由英国记者Harold T. Wilkins首先提出。
1970年代，瑞士民間科學愛好者、1991年搞笑諾貝爾獎文學獎得主艾利希·馮·丹尼肯出版好幾本書主張外星生物創造論，認為遠古文明因有外星人幫助而遠超過現在科技，但因發生大災難毀滅。丹尼肯的書暢銷一時，使得古代外星人理論在全世界流行文化中盛行。

瑪雅帕倫克國王巴加爾二世陵墓的石棺上的神話圖案。類似現代宇宙飛船圖案，不過一般嚴肅的歷史學家認為是巴加爾二世在地府旅行。

1976年起，阿塞拜疆裔美國人撒迦利亞·西琴也開始出版他的多卷本古代外星人理論著作《地球编年史》来推廣他的主張「尼比魯碰撞」。西琴認為來自尼比魯的外星種族阿努纳奇曾來地球采金矿，進而影響蘇美等古文明，以及未來尼比魯會復歸來破壞地球。

## 支持人物与媒體
- 艾利希·馮·丹尼肯
- 撒迦利亞·西琴
- 雷爾
- 世界新聞周刊

## 採用古代外星人設定的虛構作品
- 封神演義
- 2001年太空漫遊
- 強殖裝甲
- 異形戰場
- 銃皇無盡的法夫納

## 古物或歐帕茲

### 尚未有定論

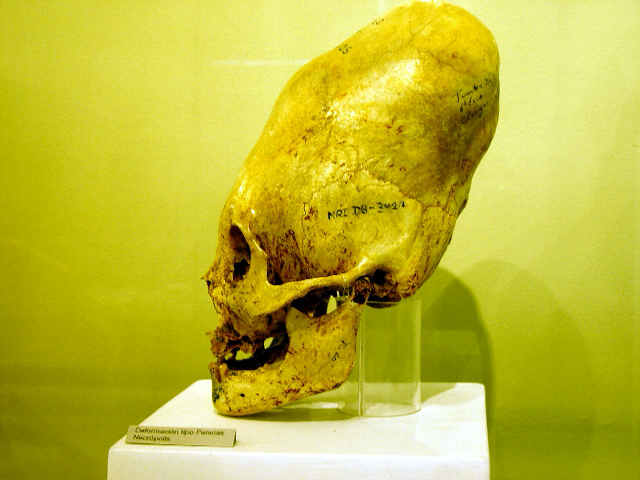
帕拉卡斯頭骨（存放於秘魯伊卡博物館）。 AAC理論家聲稱這種做法是模仿古外星來客的頭骨結構。

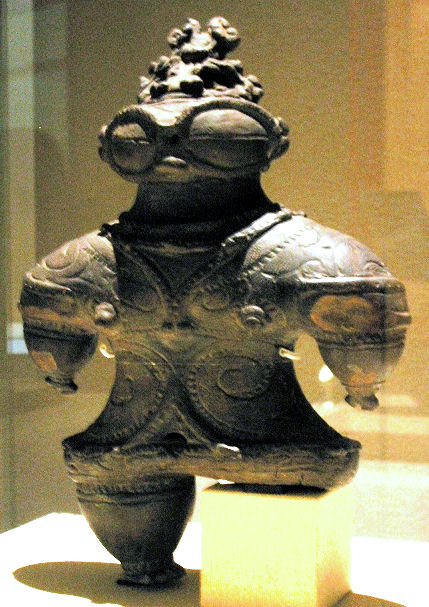
來自公元前1000至400年的日本雕像

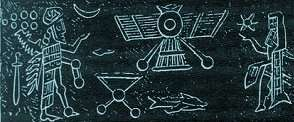
有關尼比魯的浮雕

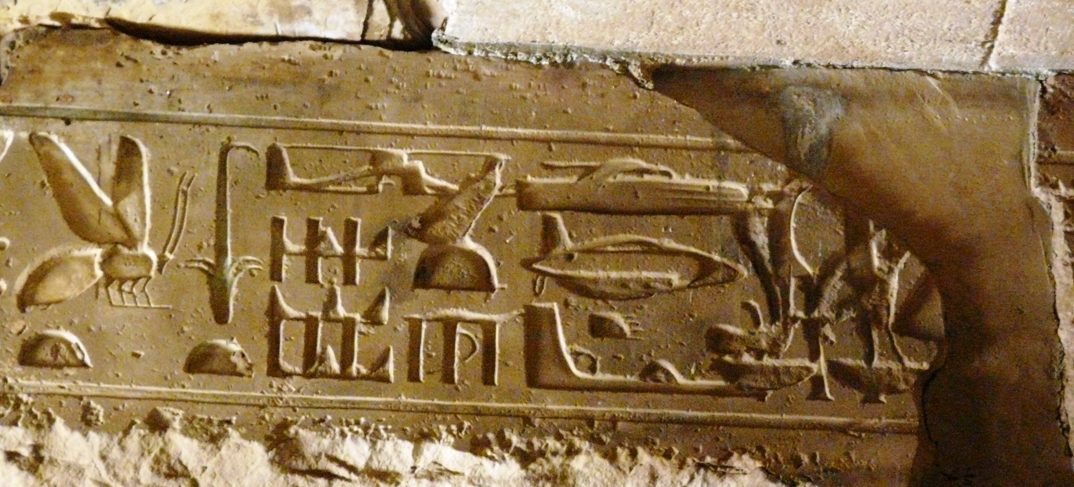
在阿拜多斯的塞提一世神廟的埃及文字，被認為是飛行器的浮雕，稱為「法老直升機」。原来文字是塞提一世，被改為拉美西斯二世。这些符号只不过是風化作用。

- 帕拉卡斯頭骨（Paracas Skulls）[7][8][9][10]
- 巴格達電池（Baghdad Battery）– 於美索不達米亞文明製造，結構類似電池的古物，於1936年時在伊拉克被發現。[11][12][13]

纳斯卡线条
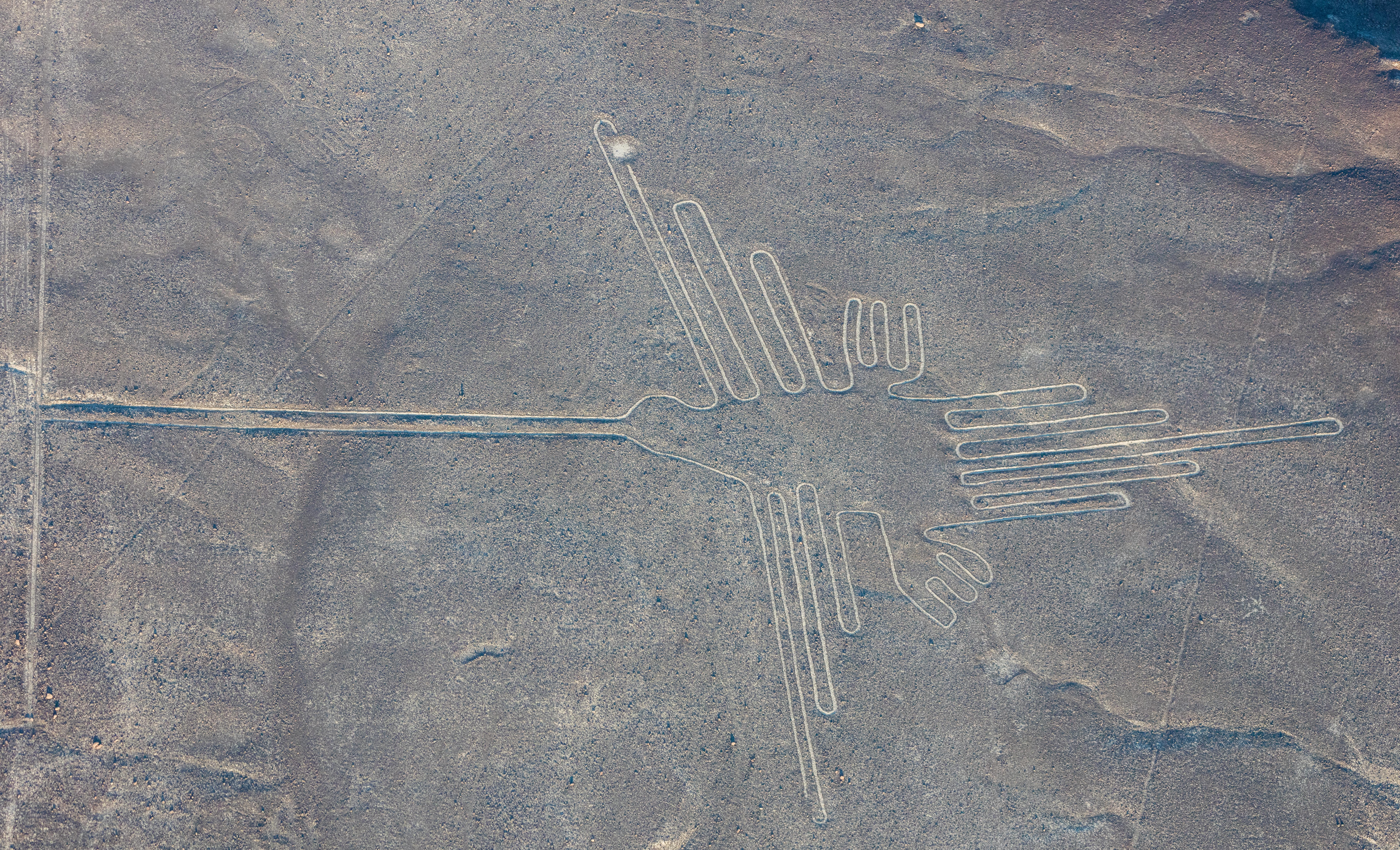
蜂鸟
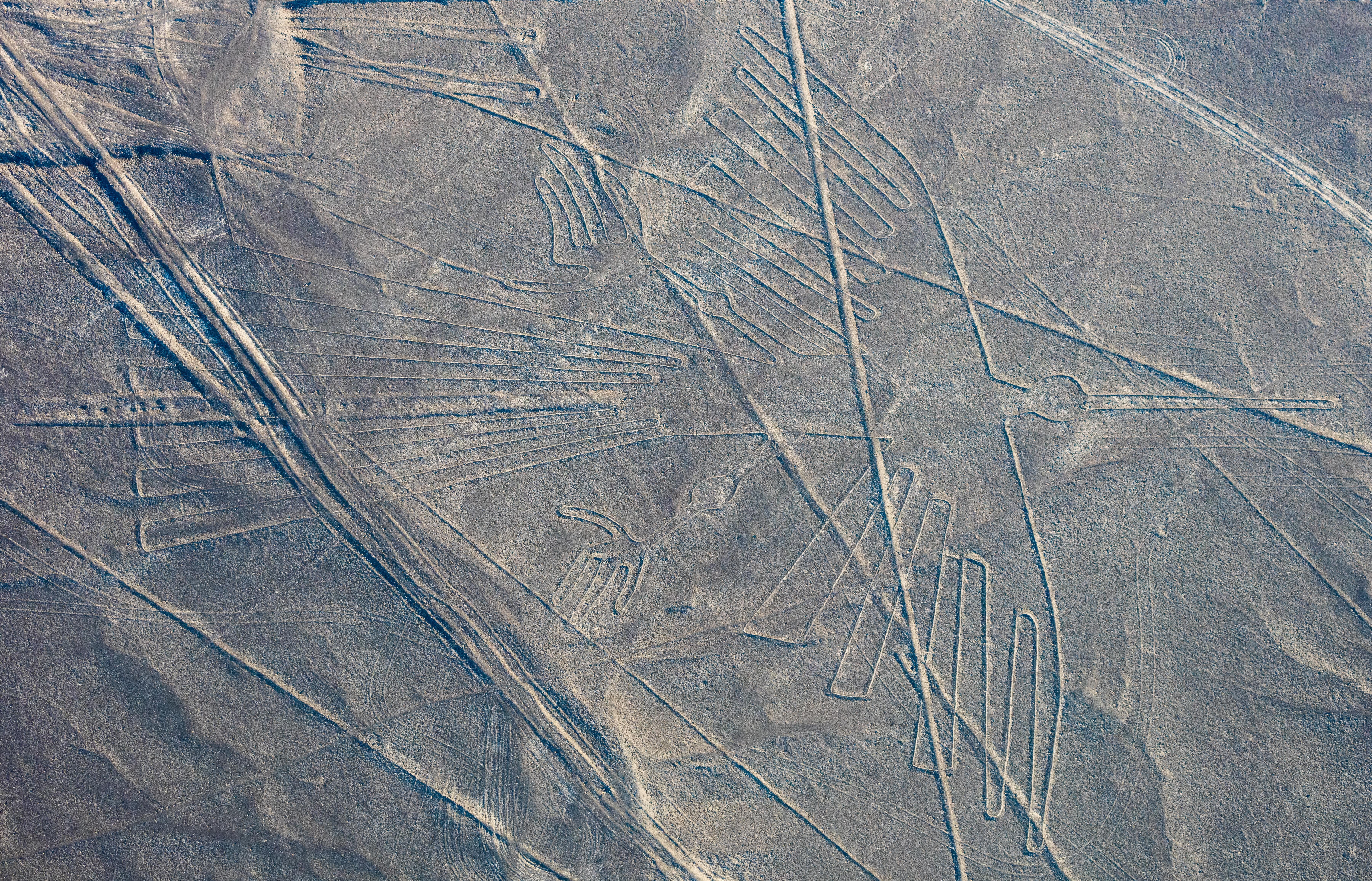
秃鹰
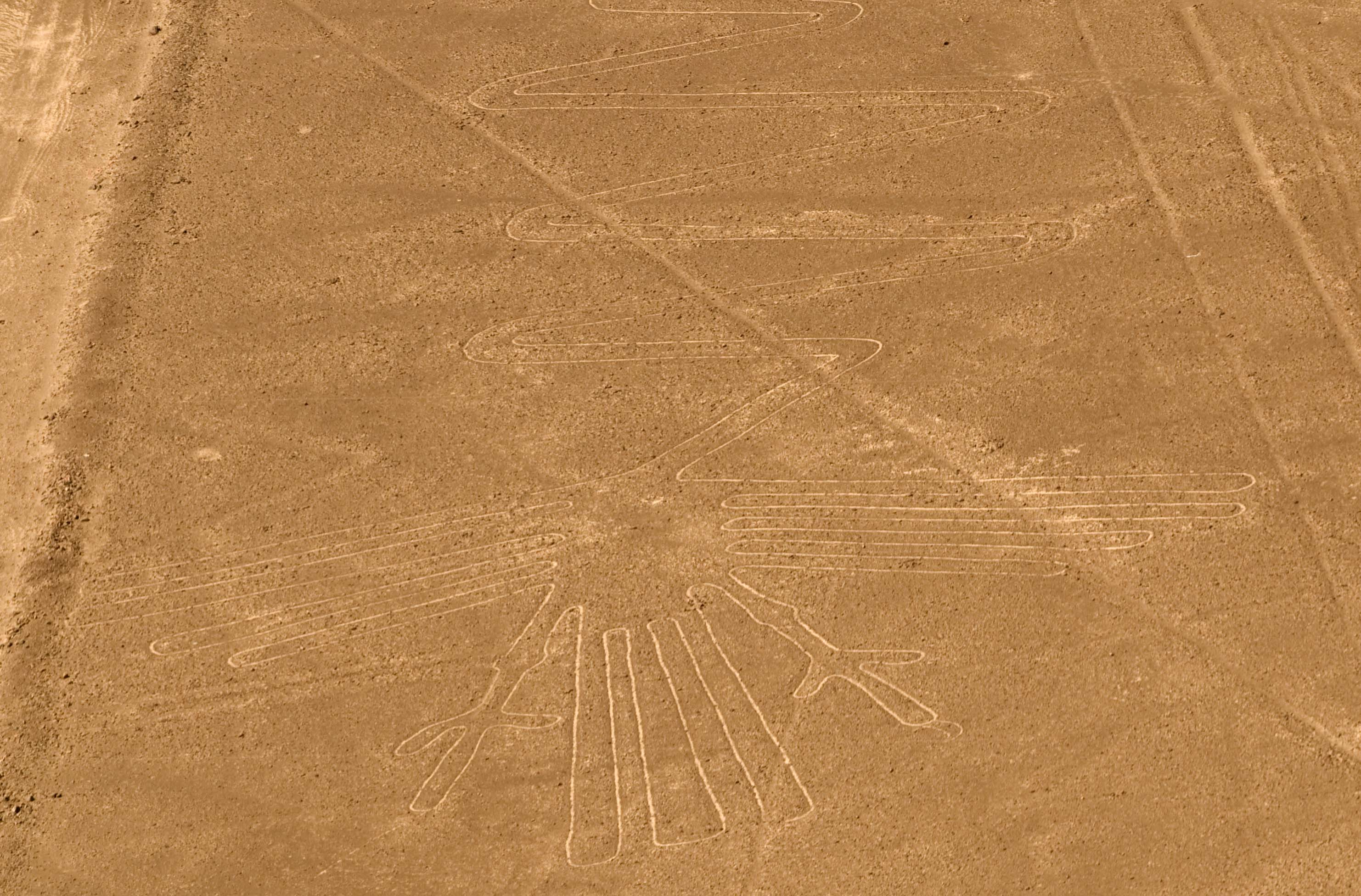
鹭
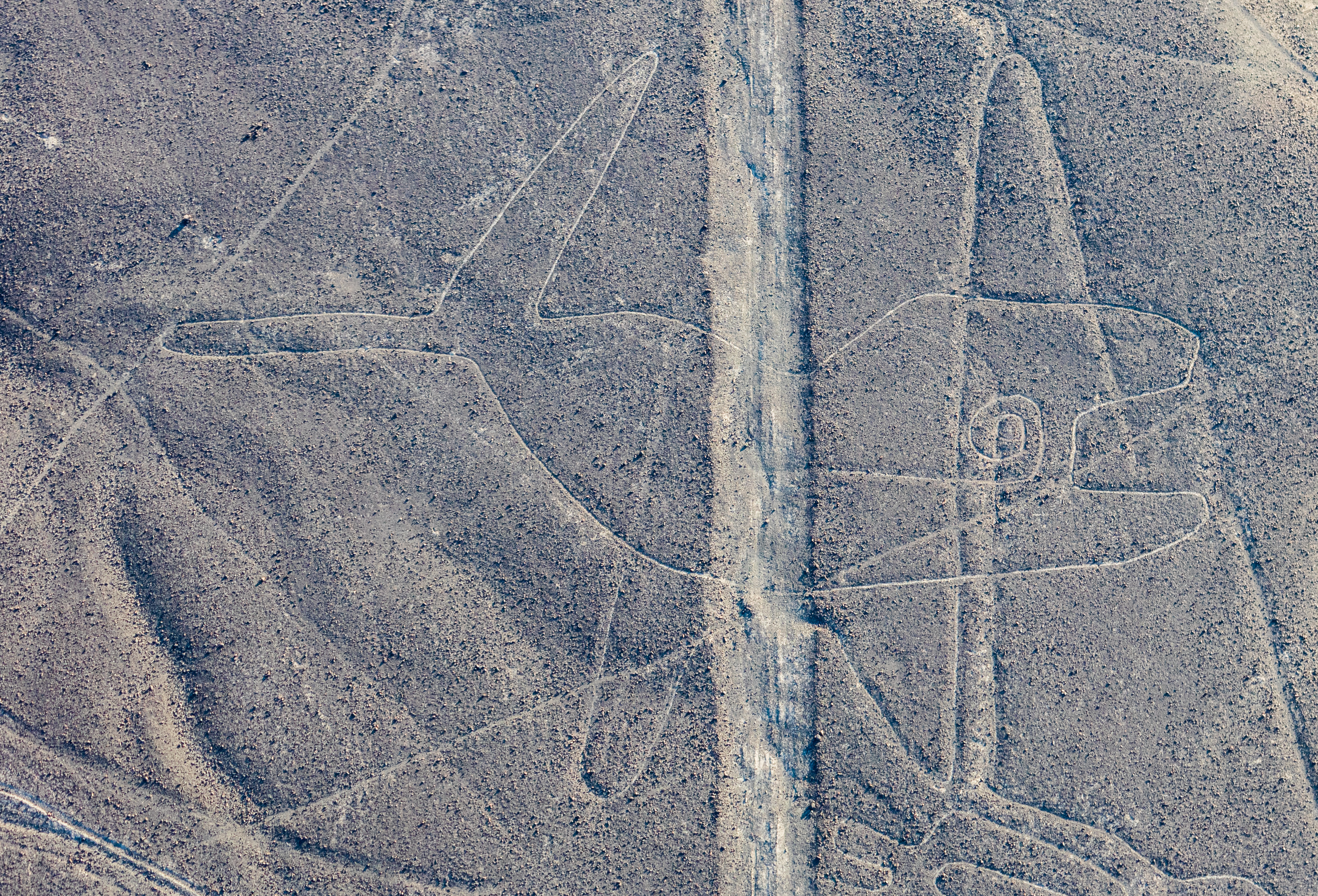
鲸
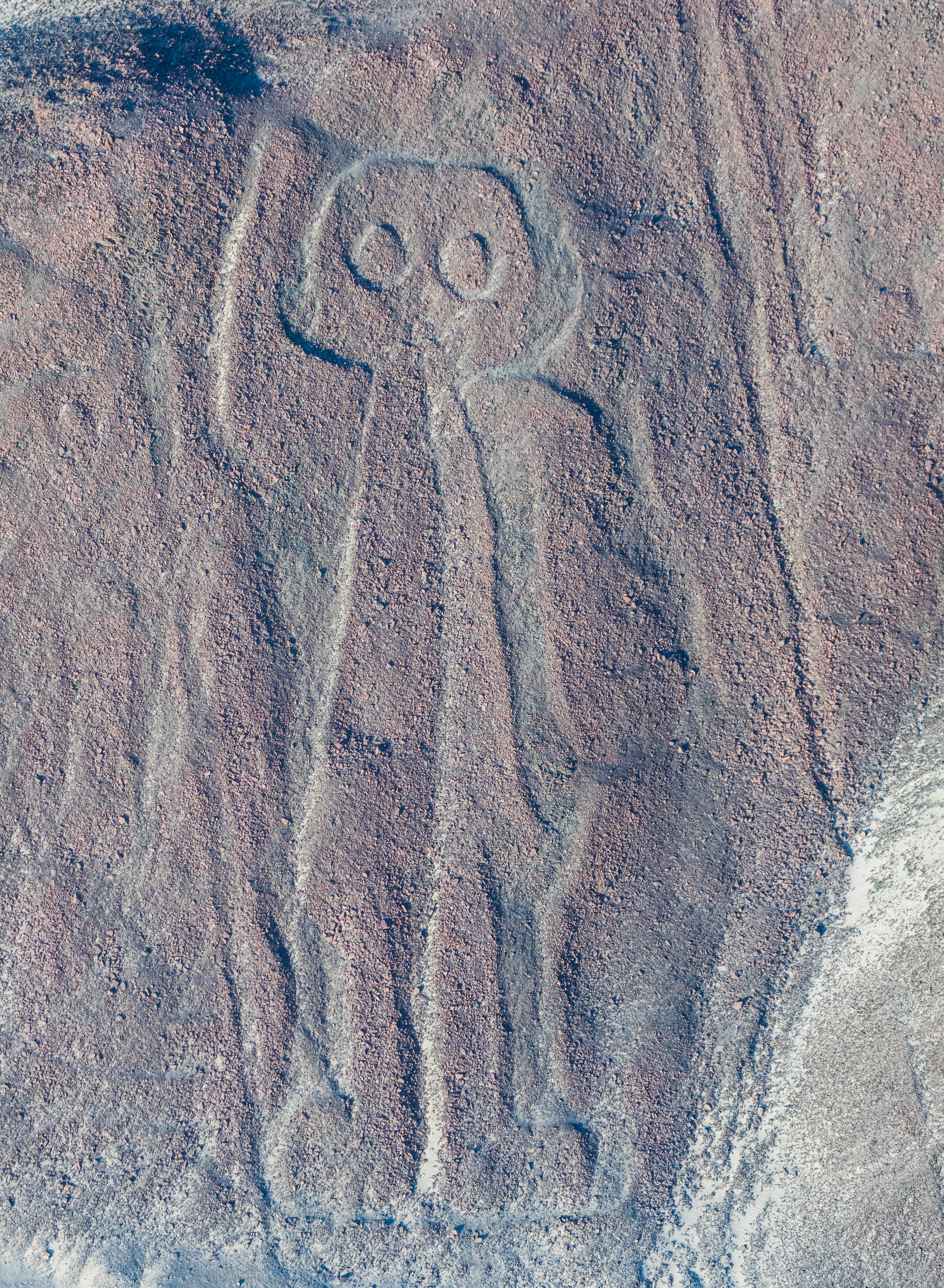
人
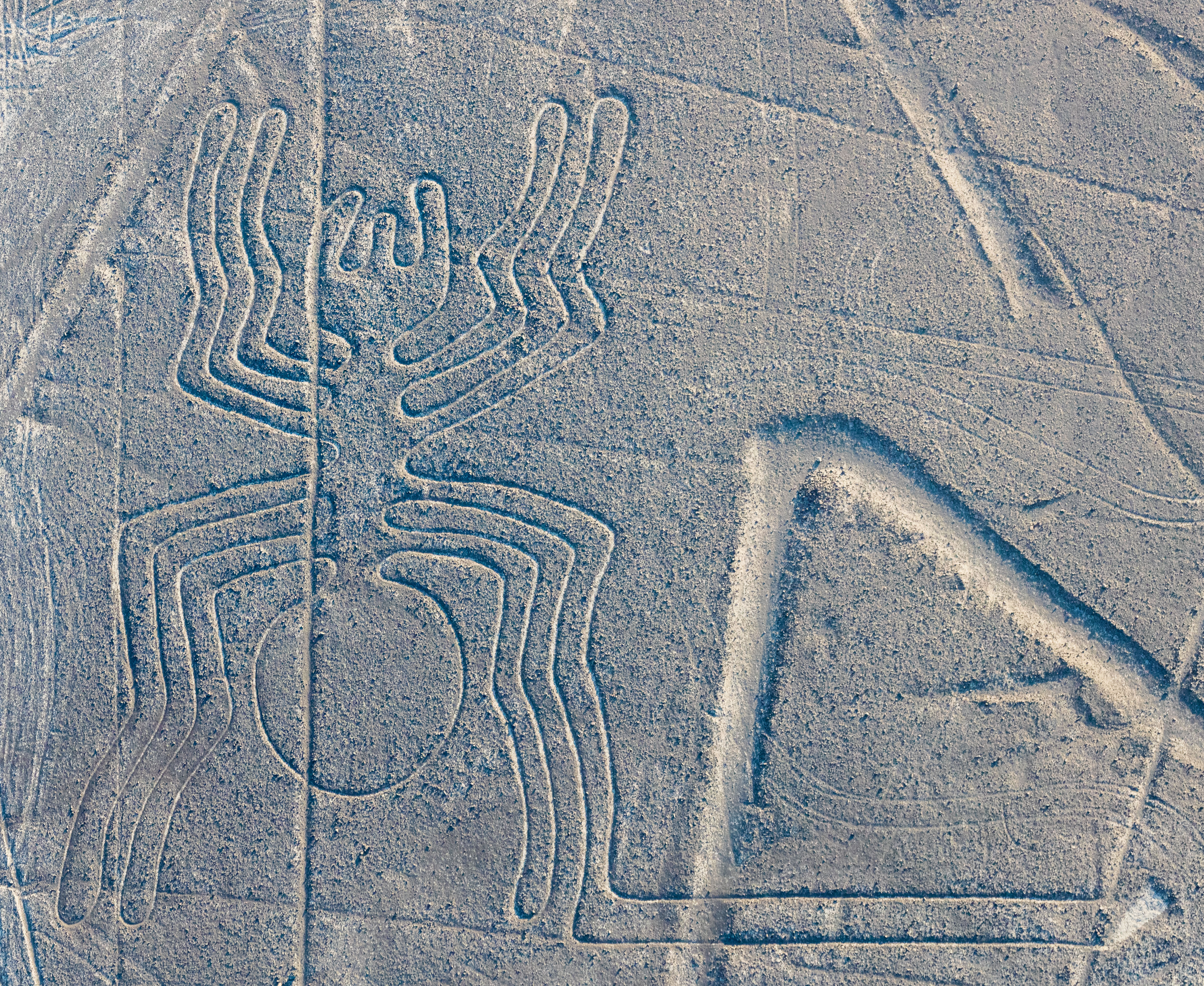
蜘蛛
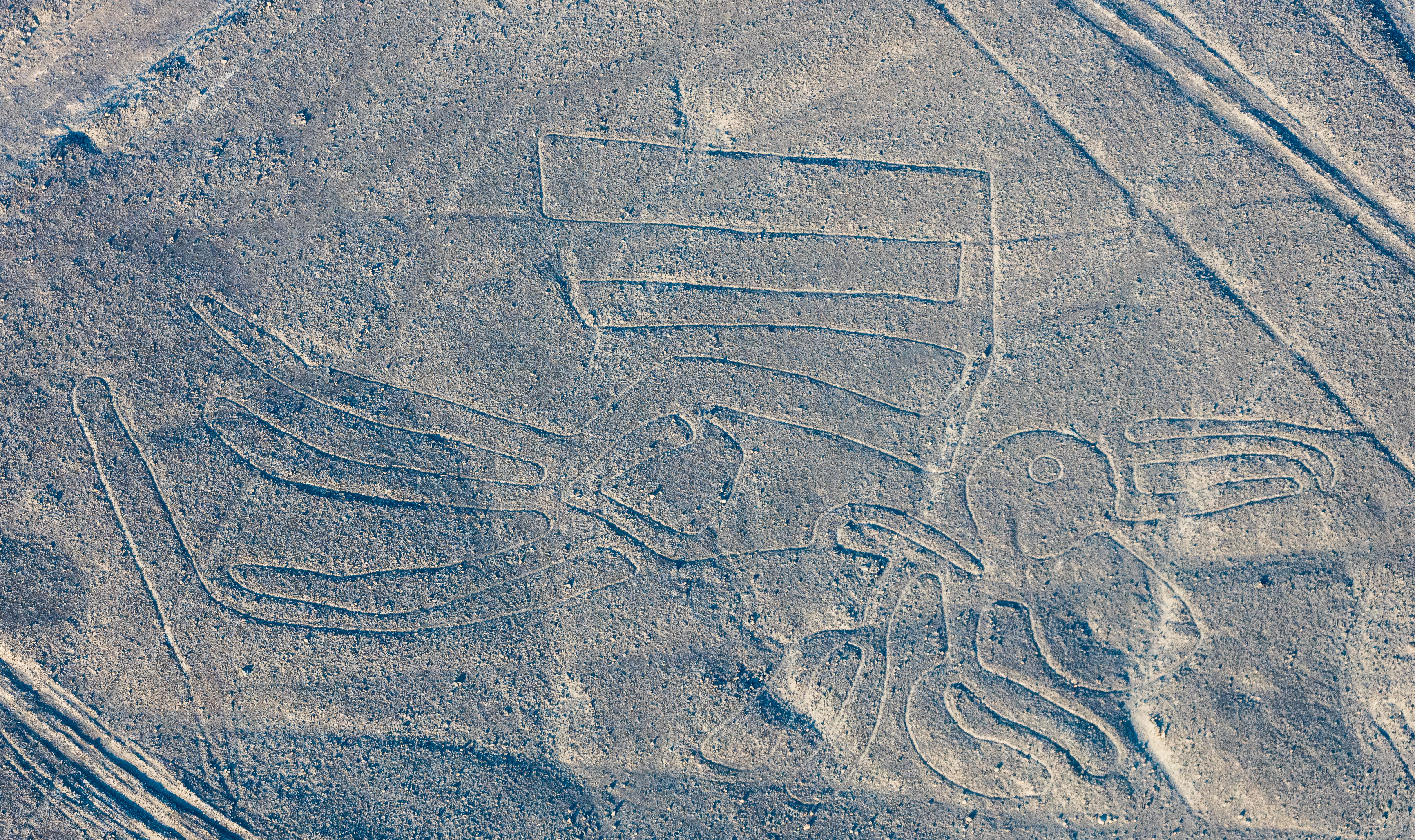
鹈鹕
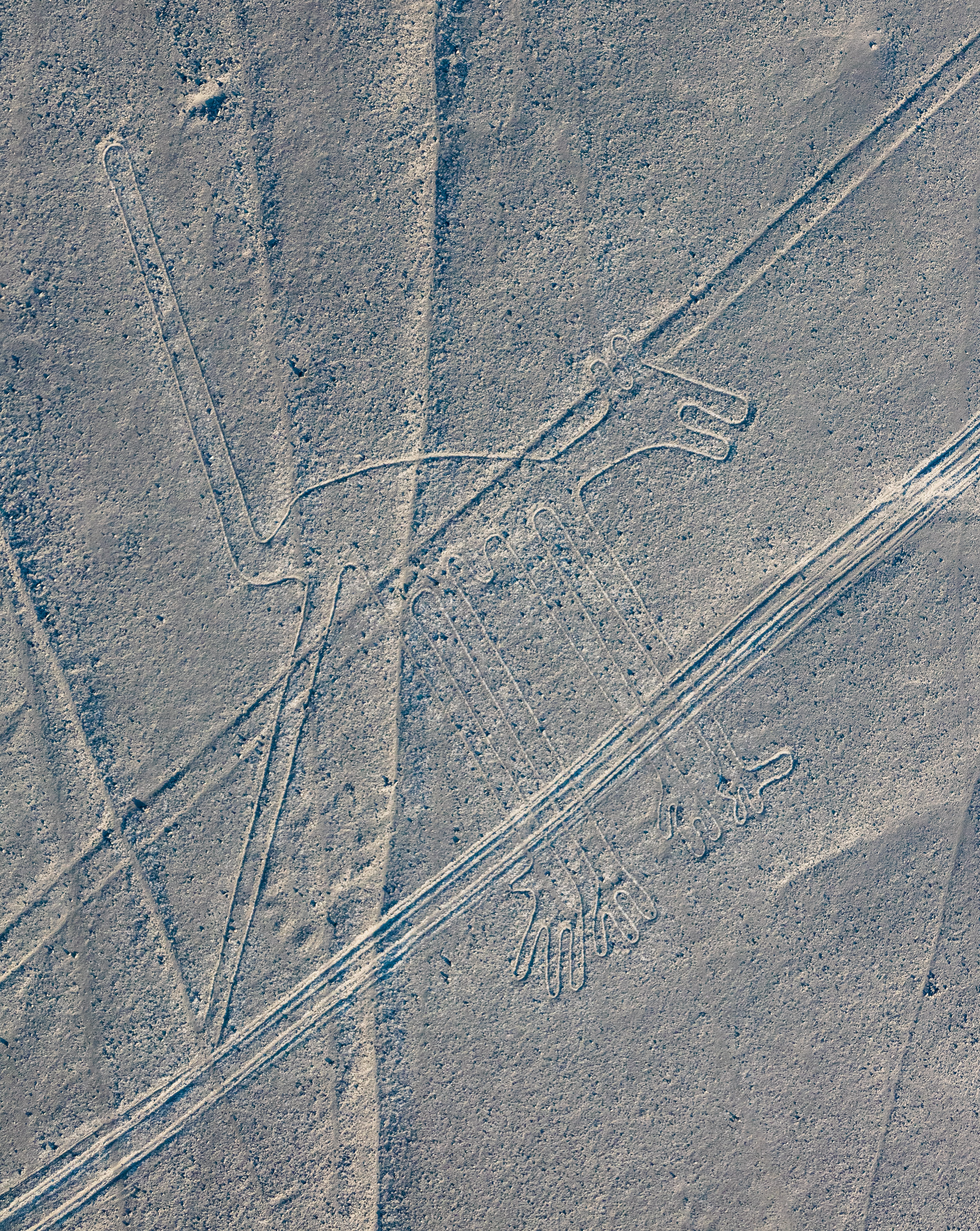
狗
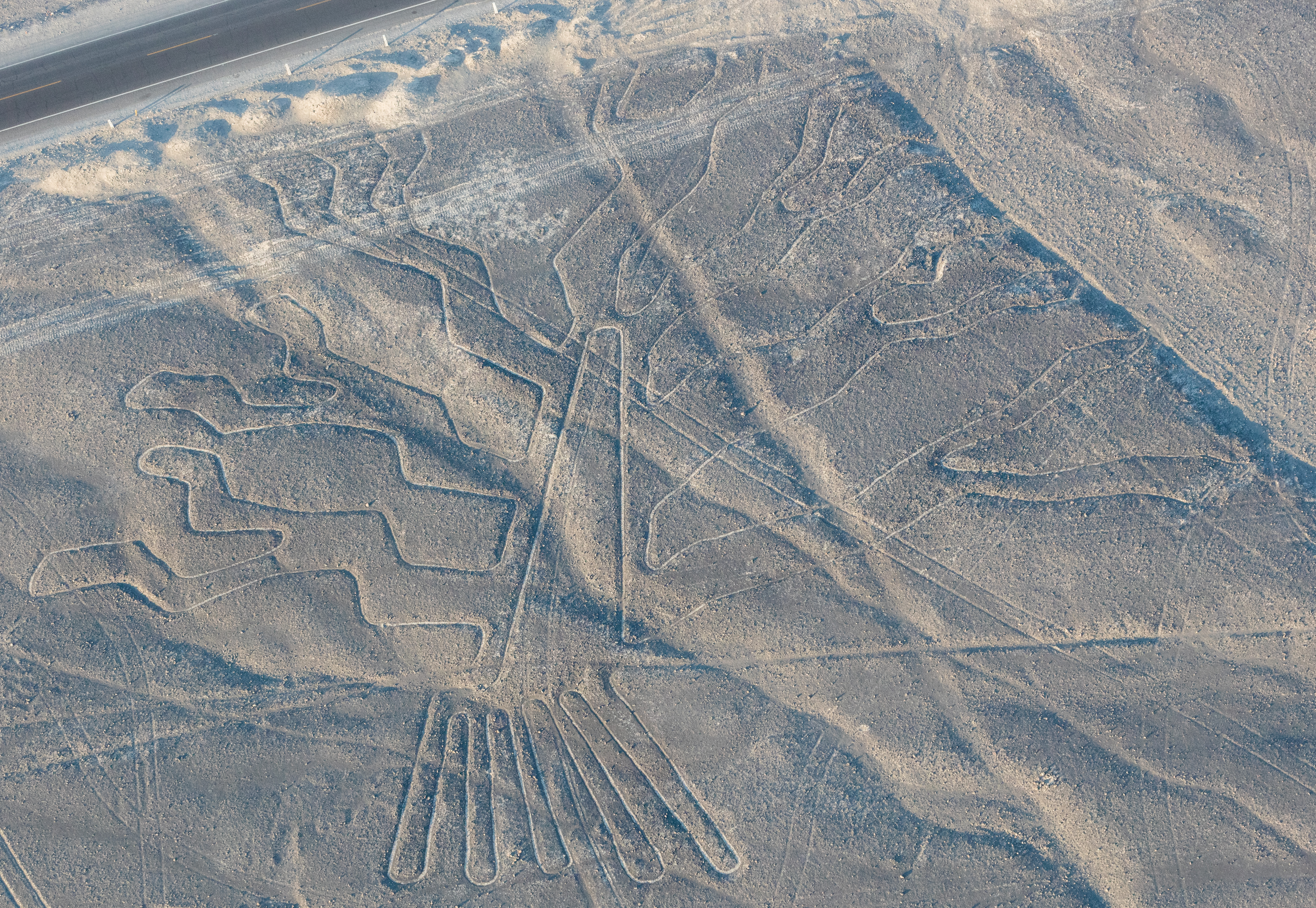
大树
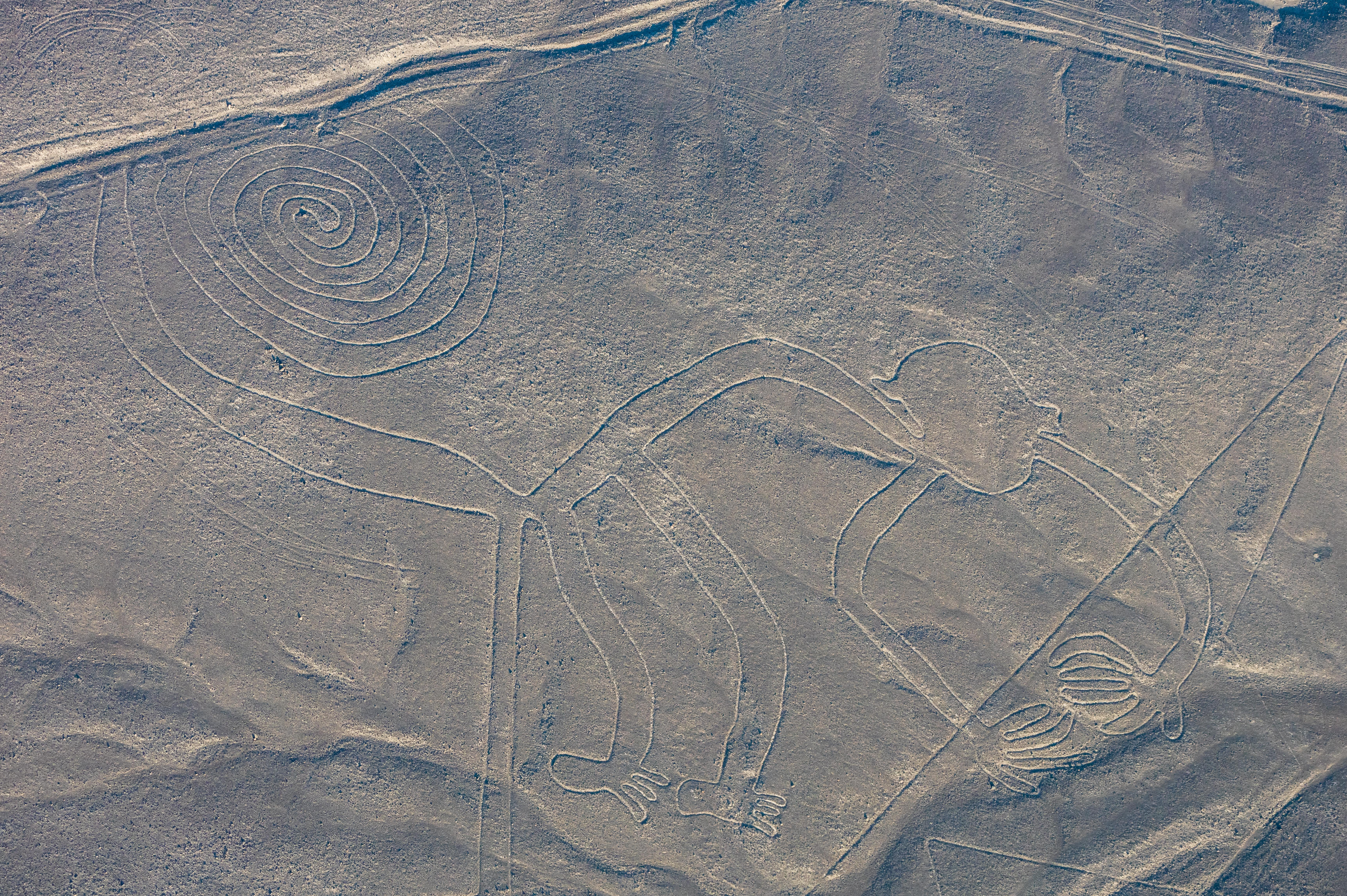
猴子
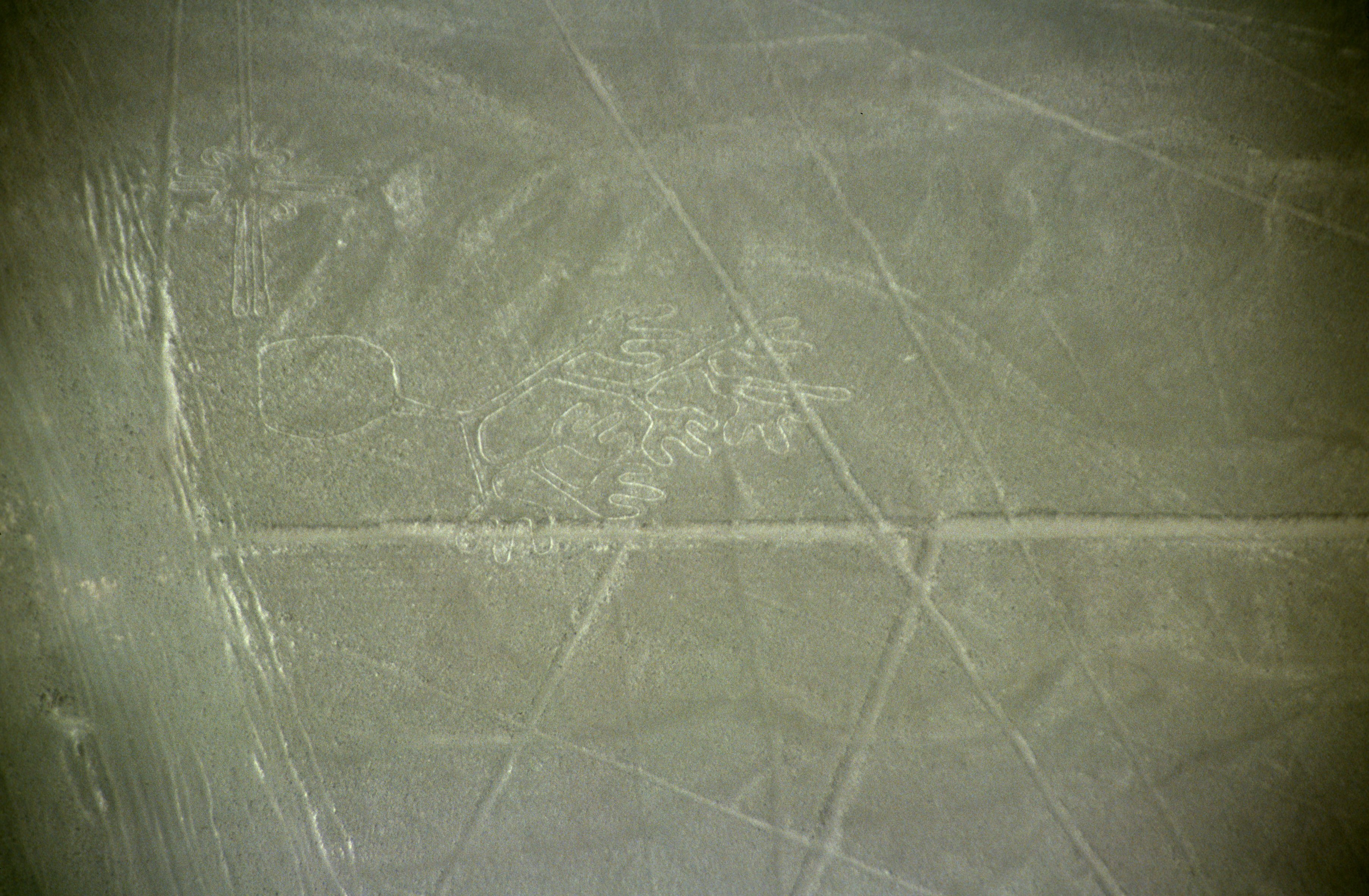
双手

- 纳斯卡线条

- 纳斯卡线条
- 蜂鸟
- 秃鹰
- 鹭
- 鲸
- 人
- 蜘蛛
- 鹈鹕
- 狗
- 大树
- 猴子
- 双手

### 已證實為誤會
- 薩卡拉鳥[14]
- 丹達臘之燈
- 南非凹槽金属球
- 科索的人造物品
- 哥斯達黎加巨型石球
- 法老直升機[6][15]

### 已證實為騙局
- 杜立巴石碟
- 伊卡黑石
- 阿坎巴羅雕像
- 水晶人头骨
- 五萬年前的人造心臟[16]